# Cattedrale di San Francesco Saverio (Adelaide)
La cattedrale di San Francesco Saverio (in inglese: Saint Francis Xavier's Cathedral) è il principale luogo di culto cattolico della città di Adelaide, in Australia, e sede vescovile dell'arcidiocesi di Adelaide.

## Storia
Cattedrale più vecchia d'Australia, se si considera che le fondamenta, su progetto di Richard Lambeth, furono gettate nel 1851, ebbe la posa della prima pietra, su progetto degli architetti inglesi Charles Francis Hansom e Peter Paul Pugin, il 17 marzo 1856 da parte del vicario generale padre Michael Ryan.  Consacrata in forma non completa l'11 luglio 1858 e dedicata al missionario gesuita spagnolo Francesco Saverio che è anche patrono della Chiesa in Australia, venne ampliata a più riprese in stile neogotico. Tra il gennaio del 1859 e il mese di novembre 1960 venne finito il lato sud con il santuario, le cappelle laterali, la cappella principale e la sacrestia. Nel novembre 1886 iniziò la costruzione ad est di un'altra sacrestia e dei confessionali che si concluderanno l'anno successivo. Dopo l'introduzione della luce elettrica (1904), fu espansa tra il 1923 e il 1926 con l'ala ovest e il lato nord del campanile, la cui prima pietra, peraltro, era già stata posta nel 1887. Dopo i danni subiti durante il terremoto del 1954, spettò all'architetto Lynton Jury il completamento del campanile che avvenne nel 1996.

## Interni
All'interno, nell'angolo nord-ovest, bella statua toscana (1925) raffigurante San Giovanni Battista che battezza Gesù e, in una cappella a sud-ovest, altare in marmo di Carrara dedicato nel 1954, con pannelli di lapislazzuli. Nel lato ovest, le statue bronzee di San Giuseppe, di Gesù e una Fuga in Egitto. Nel lato sud finestre scolpite con immagini di San Patrizio e San Lorenzo e Scene della vita di Maria e Gesù. Nel lato est, statua di San Patrizio, patrono dell'arcidiocesi, con simboli celtici.
L'organo attuale, ricostruito nel 1954 è il terzo organo della cattedrale dopo quello di Johann Wolff (1869) con due pedali e una tastiera e quello di J.E. Dodd (1926) con due tastiere.

## Campanile
Nel campanile 14 campane, la cui principale è una Murphy Bell (1867), e le altre 13 installate nel 1996, sette delle quali (1881) provengono dalla St Mary's Cathedral, Sydney.